# رولاند بايلي
رولاند بايلي (بالفرنسية: Roland Bailly)‏ (و. 1921 – 1986 م) هو ممثل، من فرنسا، ولد في كولومب، أو دو سين، توفي في باريس، عن عمر يناهز 65 عاماً.

## وصلات خارجية
- رولاند بايلي على موقع IMDb (الإنجليزية)
- رولاند بايلي على موقع ميوزك برينز (الإنجليزية)
- رولاند بايلي على موقع قاعدة بيانات الأفلام السويدية (السويدية)
- رولاند بايلي على موقع ديسكوغز (الإنجليزية)
- رولاند بايلي على موقع قاعدة بيانات الفيلم (الإنجليزية)